# دوریان رودنیتسکی
دوریان رودنیتسکی (انگلیسی: Dorian Rudnytsky؛ زادهٔ ۹ ژوئیهٔ ۱۹۴۴) موسیقی‌دان، و آهنگساز اهل ایالات متحده آمریکا است.